# Minar Zarza
Minar Zarza (în arabă مينار زرزة) este o comună din provincia Mila, Algeria.
Populația comunei este de 22.535 de locuitori (2008).